# Lycianthes maxonii
Lycianthes maxonii là loài thực vật có hoa trong họ Cà. Loài này được Standl. mô tả khoa học đầu tiên năm 1927.